# Nederlanders in het IJslandse voetbal
Nederlanders in het IJslandse voetbal geeft een overzicht van Nederlanders die een contract hebben (gehad) bij IJslandse voetbalclubs uit de Úrvalsdeild, de 1. deild karla of de 2. deild karla.

## Voetballers
| Naam             | Club               | Van  | Tot  | Opmerkingen  |
| ---------------- | ------------------ | ---- | ---- | ------------ |
| Hazar Can        | Thorsport Akureyri | 2005 | 2006 |              |
| Prince Rajcomar  | UMF Breiðablik     | 2007 | 2009 |              |
| Prince Rajcomar  | KR Reykjavík       | 2009 | 2009 |              |
| Maikel Renfurm   | KR Reykjavík       | 2000 | 2000 |              |
| Mark Rutgers     | KR Reykjavík       | 2009 | 2012 |              |
| Sergio Ommel     | KR Reykjavik       | 2001 | 2001 |              |
| Danny Schreurs   | Leiknir Reykjavík  | 2015 | 2015 |              |
| Marcel Oerlemans | Fram Reykjavík     | 1999 | 1999 |              |
| Rick ten Voorde  | Víkingur Reykjavík | 2018 | 2020 |              |
| Rick ten Voorde  | Þór Akureyri       | 2019 | 2019 | Op huurbasis |

Voetbalbonden ·
Albanië ·
Angola ·
Armenië ·
Australië ·
Azerbeidzjan ·
Bahrein ·
België ·
Bhutan ·
Bulgarije ·
Canada ·
China ·
Congo-Kinshasa · 
Cyprus ·
Denemarken ·
Duitsland ·
Egypte ·
Engeland ·
Estland ·
Ethiopië ·
Faeröer ·
Filipijnen ·
Finland ·
Frankrijk ·
Georgië ·
Ghana ·
Griekenland ·
Hongarije ·
Hongkong ·
Ierland ·
IJsland ·
Indonesië ·
Iran ·
Israël ·
Italië ·
Japan ·
Kazachstan ·
Koeweit ·
Litouwen ·
 Luxemburg ·
Maleisië ·
Malta ·
Marokko ·
Mexico ·
Namibië ·
Nieuw-Zeeland ·
Noorwegen ·
Oekraïne ·
Oezbekistan ·
Oostenrijk ·
Polen ·
Portugal ·
Qatar ·
Roemenië ·
Rusland ·
Rwanda ·
Saoedi-Arabië ·
Schotland ·
Singapore ·
Slovenië ·
Slowakije ·
Spanje ·
Tanzania ·
Turkije ·
Tuvalu ·
VAE ·
Venezuela ·
Verenigde Staten ·
Vietnam ·
Zimbabwe ·
Zuid-Afrika ·
Zuid-Korea ·
Zweden ·
Zwitserland